# ハートアタックグリル
ハートアタックグリルはアメリカ合衆国ネバダ州ラスベガスのハンバーガーレストラン。超高カロリーメニュー、セクシャルなウェイトレス風制服、過激な店名（「ハートアタック」は心臓麻痺を意味する）で話題となった。
「病院風」を売りにしたレストランであり、店内で、ウェイトレスは「ナース」、注文書は「処方箋」、顧客は「患者」と呼ばれる。顧客は注文前に病院風のガウンを着せられ、車椅子に乗せられて「ナース」に運ばれる。メニューは「シングル」「ダブル」「トリプル」「クアドラプル」バイパスハンバーガーと呼ばれる。体重160キログラム以上の「患者」には、ハンバーガーが無料で提供される。

## 歴史

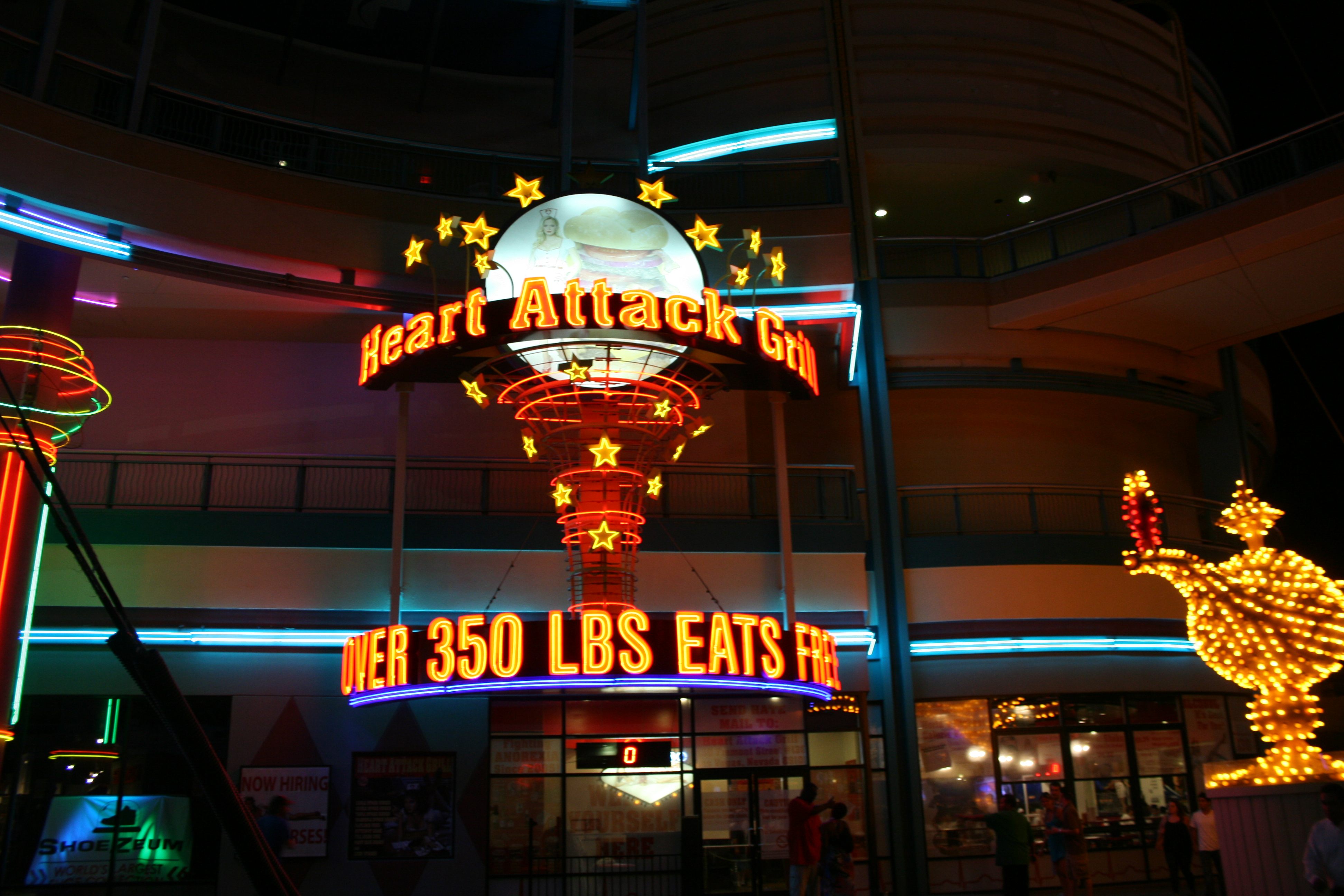
ネオノポリスにある店舗

ハートアタックグリルは2005年、ジョン・バッソ（Jon Basso）によりアリゾナ州のチャンドラーに作られ、その売り文句は「栄養的なポルノ」、「衝撃的に不健康」。このコンセプトは、フィットネスクラブのダイエットメニューを受けている客がこっそりと指導を破っている、というエピソードから思いついたものだった。
この店の売りの一つは、「トリプルバイパスバーガー」「クアドラプルバイパスバーガー」といったビッグサイズのメニューと、「看護婦」が客を車いすで運ぶ、という演出である。
2011年5月、第2店舗がテキサス州のダラスに作られた。同月31日、アリゾナ店が閉店。ただし、当時のウェブページには6月15日にリニューアルオープンする旨が公表されている。
2011年10月12日、ラスベガスの複合商業施設ネオノポリスにラスベガス店がオープン。ただしこの時点で店舗はこの1つのみ。
2012年2月11日、「トリプルバイパスバーガー」を食べた客が本当に心臓発作を起こし、オーナーのジョン・バッソの緊急通報で病院に運ばれる事態になっている。同年4月21日にも、飲酒、喫煙しながらダブルバイパスバーガーを食べていた女性が意識不明となっている。
2013年2月、ラスベガス店前のバス停で待っていた52歳の常連客が、心臓発作と見られる理由で死亡している。

## メニュー

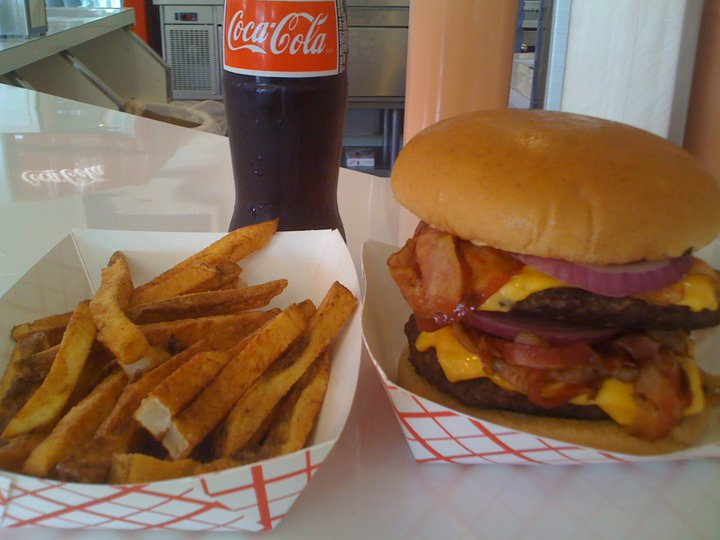
注文例: ダブルバイパスバーガーとフラットライナーフライ、メキシココーラ

ハートアタックグリルには、2分の1ポンドのパティの枚数から名づけられた4種のハンバーガー、「シングルバイパスバーガー」「ダブルバイパスバーガー」「トリプルバイパスバーガー」「クアドラプルバイパスバーガー」がある。オプションで、パティ一枚につき、高級ベーコン5枚（例えばトリプルなら15枚）、アメリカン・チーズ、赤たまねぎ、スライストマト、特製ソースを入れることができる。
クアドラプルバイパスバーガーを、パティ4枚、ベーコン20枚、アメリカンチーズ8枚、トマト1個、玉ねぎ半個、ラードを塗られたバンズの組み合わせで食べると、9982 Kcal となる。
サイドメニューの一つはフライドポテトの「フラットライナーフライ」で、揚げ油に純粋なラードを使っている。このメニューにオプションで乳脂肪を混ぜることも可能であり、バニラ、チョコレート、ストロベリーの香りを付けられる。また、シガレットキャンディーを含めた各種キャンディーも取り揃えられている。
ドリンクとして、大量の砂糖を含んだソーダ、ミネラルウォーター、ビールなどがある。

## 話題性
ハートアタックグリルの過激なスタイルは、故意に論争を巻き起こして話題性を高める、という営業戦略によるものである。特にナース姿のセクシャルな制服が批判を浴びた。
クアドラプルバイパスバーガーは、イギリスのタブロイド紙ザ・サンに「世界最悪のジャンクフード」として紹介されたことがある。

### テレビで
ハートアタックグリルは、アメリカの専門チャンネル・トラベルチャンネルの番組「Extreme Pig-outs（超大食い）」、およびヒストリーチャンネルの番組「All You Can Eat（食べ放題）」で紹介されたことがある。また、CBSの番組「A Meal To Die For（死に至る食事）」でも取り上げられた。